# Canal de Marseille
Ne pas confondre avec le canal de Marseille au Rhône qui est un canal de navigation, le canal EDF de la Durance utilisé pour la production d'électricité, l'irrigation et l'alimentation en eau, ou le canal de Provence, autre source d'alimentation en eau de Marseille.
Le canal de Marseille est la principale source d'approvisionnement en eau potable de la ville de Marseille. D'une longueur de 80 kilomètres pour sa partie principale (160 kilomètres avec les dérivations dans la ville), il dessert l'intégralité des quartiers marseillais. Il a été construit au milieu du XIXe siècle en une quinzaine d'années sous la direction de l'ingénieur Franz Mayor de Montricher, amenant les eaux de la Durance pour alimenter la ville depuis le 8 juillet 1849. Il représente une réalisation marquante de l'ingénierie du XIXe siècle en cumulant de très nombreuses infrastructures, aqueducs, ponts, tunnels et réservoirs de stockage.
Jusqu'en 1970, il fut la source quasi unique d'alimentation en eau de la ville de Marseille et en fournit encore les deux-tiers de nos jours, le reste étant acheminé par le canal de Provence.

## Origine
Marseille, située en bord de mer et enserrée dans des collines, n'est traversée que par un seul fleuve au débit faible et très irrégulier, l'Huveaune, et son affluent le Jarret, canalisé dès le XIVe siècle, mais est devenu avec le temps une sorte d'égout à ciel ouvert. Jusqu'au XIXe siècle, la ville ne disposait que de puits pour son alimentation en eau — on en dénombrait 10 000 à 12 000 à la fin du XVIIIe siècle. Le ruisseau des Aygalades (fleuve-côtier) - dit aussi "Caravelle" - traversant également Marseille au Nord de la Ville fut aussi transformé en égout. Ainsi, l'eau était de plus en plus impropre à la consommation et une quantité grandissante en était perdue en raison de l'absence d'entretien du réseau de distribution.
Pourtant, les épidémies accompagnant les sécheresses sévères faisaient des ravages. En période difficile, le débit de l'Huveaune ne permettait d'utiliser que 75 litres par personne et par jour. Mais en 1834, il s'assécha pratiquement et on ne disposait plus que d'un seul litre par personne et par jour. La croissance démographique rapide de la ville (140 000 habitants en 1830) et surtout l'épidémie de choléra qui frappa Marseille de 1832-1835, firent réagir les élus pour restaurer la salubrité et assurer l'approvisionnement en eau de la ville.

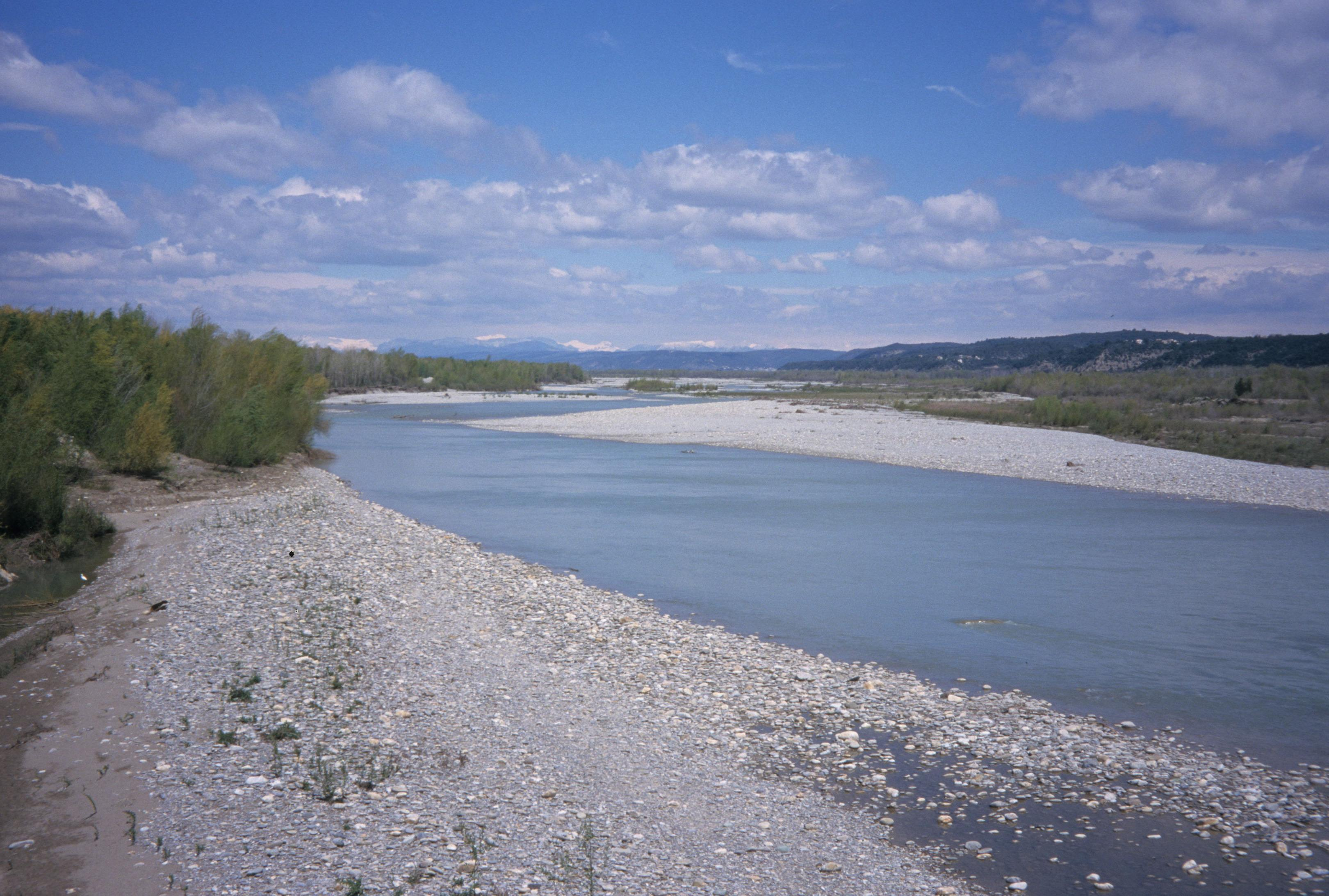
La Durance près de Manosque

Cette épidémie, superbement décrite par Jean Giono dans Le Hussard sur le toit, fit environ 100 000 morts dans tout l’Hexagone. De souche d'origine indienne ou asiatique, la maladie s'était répandue le long de la vallée du Gange en 1826, puis de la mer Caspienne et la Volga en 1829. En 1830, elle gagna Moscou, puis la Pologne, Hambourg en 1831. En mars 1832, le choléra atteint Paris, où il fait 18 402 morts, et décime la population en Haute-Provence. En juillet 1833, l'épidémie atteint Marseille ; en décembre 1834, elle fait 865 morts, puis encore 2 576 en 1835.
Ces épidémies viennent raviver la terreur de la population, surtout à Marseille où le souvenir de la peste de 1720 reste dans toutes les mémoires. En juillet 1833, 30 000 Marseillais se rassemblent en procession au centre de la ville.
Maximin-Dominique Consolat, maire de Marseille de 1832 à 1843, décida en 1834 « quoi qu'il advienne, quoi qu'il en coûte » de faire venir à Marseille l'eau de la rivière la plus proche, la Durance, pourtant lointaine et séparée de Marseille par de nombreux chaînons montagneux - chaîne des Côtes, plateau de l'Arbois, massif de l'Étoile). L'eau devait être captée assez haut sur la Durance pour pouvoir, par simple gravité, effectuer tout son parcours, contournant ou traversant les collines intermédiaires, et parvenir à Marseille au point le plus haut de la ville, à Saint-Antoine - altitude 150 mètres, de manière à pouvoir la desservir en totalité.

## Réalisation
Il fallut près de quinze ans, de 1839 à 1854, pour construire le canal, avec un tracé tourmenté, ses 80 km de long dont 17 km en souterrains, ses 18 ponts-aqueducs importants, ses bassins de stockage et ses nombreux ouvrages techniques.
Le canal fut construit avec un cuvelage en béton armé, les ouvrages aériens en pierres ou pierres et briques. Le débit de l'ouvrage était de 10 m3/s, la pente étant de 0,36 m/km.
L'eau arrive enfin le 19 novembre 1849 à Marseille dans un réservoir de 30 000 m3 au plateau Longchamp à la cote + 73 m. De 1854 à 1869, 77 km de canalisations et de nouveaux bassins réservoirs sont construits permettant l'accès à l'eau sur l'ensemble du territoire de Marseille, incluant les communes avoisinantes - Plan-de-Cuques, Allauch et Aubagne).
Avec la construction du canal et malgré un doublement de la population en 40 ans, les 321 000 marseillais disposèrent en 1876 de trente fois plus d'eau par jour et par habitant : 370 litres pour l'usage domestique et 660 litres pour les activités industrielles.

### Parcours à travers les Bouches-du-Rhône

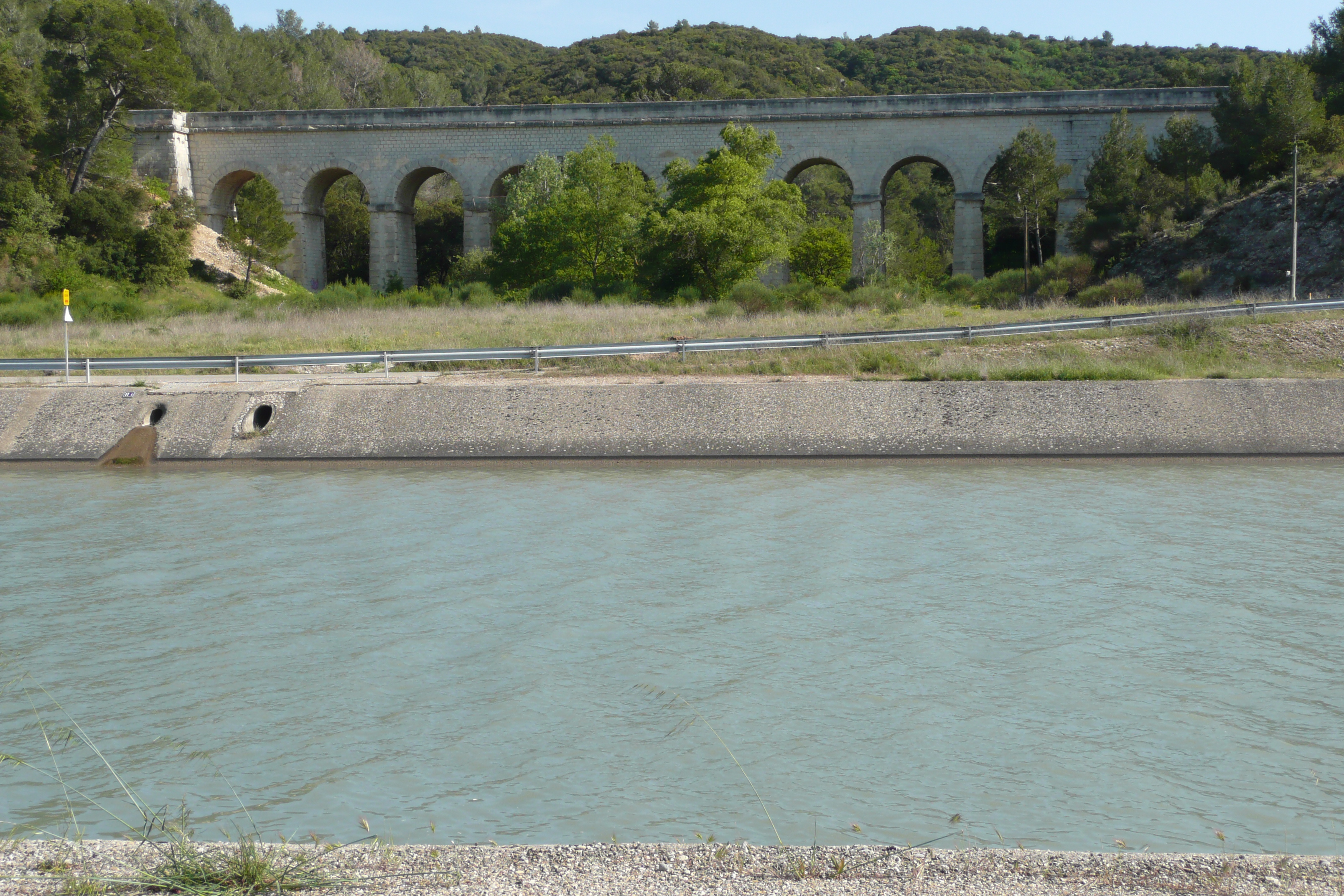
L'aqueduc de Valbonnette. Au premier plan, le grand canal EDF

La prise d'eau initiale était située sur la Durance au niveau du pont de Pertuis, à une altitude de 185 mètres, et à 50 kilomètres à vol d'oiseau de Marseille. De là le canal de Marseille partait vers l'Ouest sous Le Puy-Sainte-Réparade, puis Nord-Ouest jusqu'à Saint-Estève-Janson. Lors de la construction du grand canal EDF qui double la Durance depuis le barrage de Serre-Ponçon jusqu'à Salon-de-Provence et l'étang de Berre, la prise d'eau du canal de Marseille fut reportée sur le canal EDF lui-même, après Saint-Estève-Janson. De là, le canal de Marseille continue vers le Nord-Ouest jusqu'au pont de Cadenet, où il alimente le bassin de Saint-Christophe.

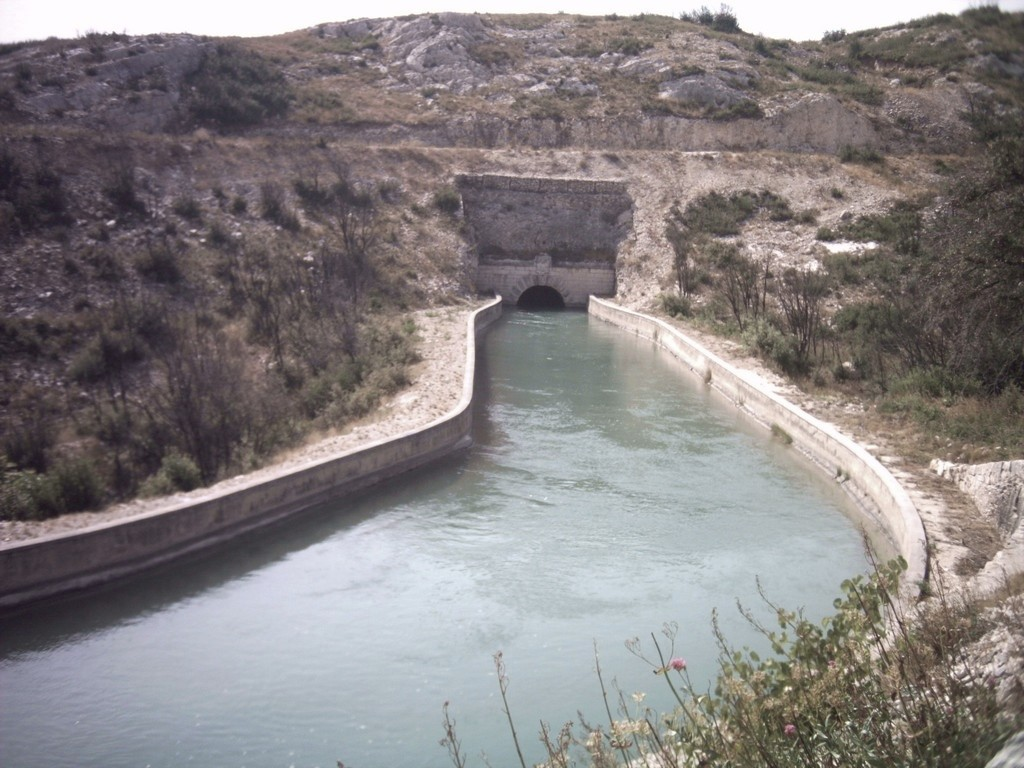
Le canal sort d'un souterrain à proximité de Coudoux

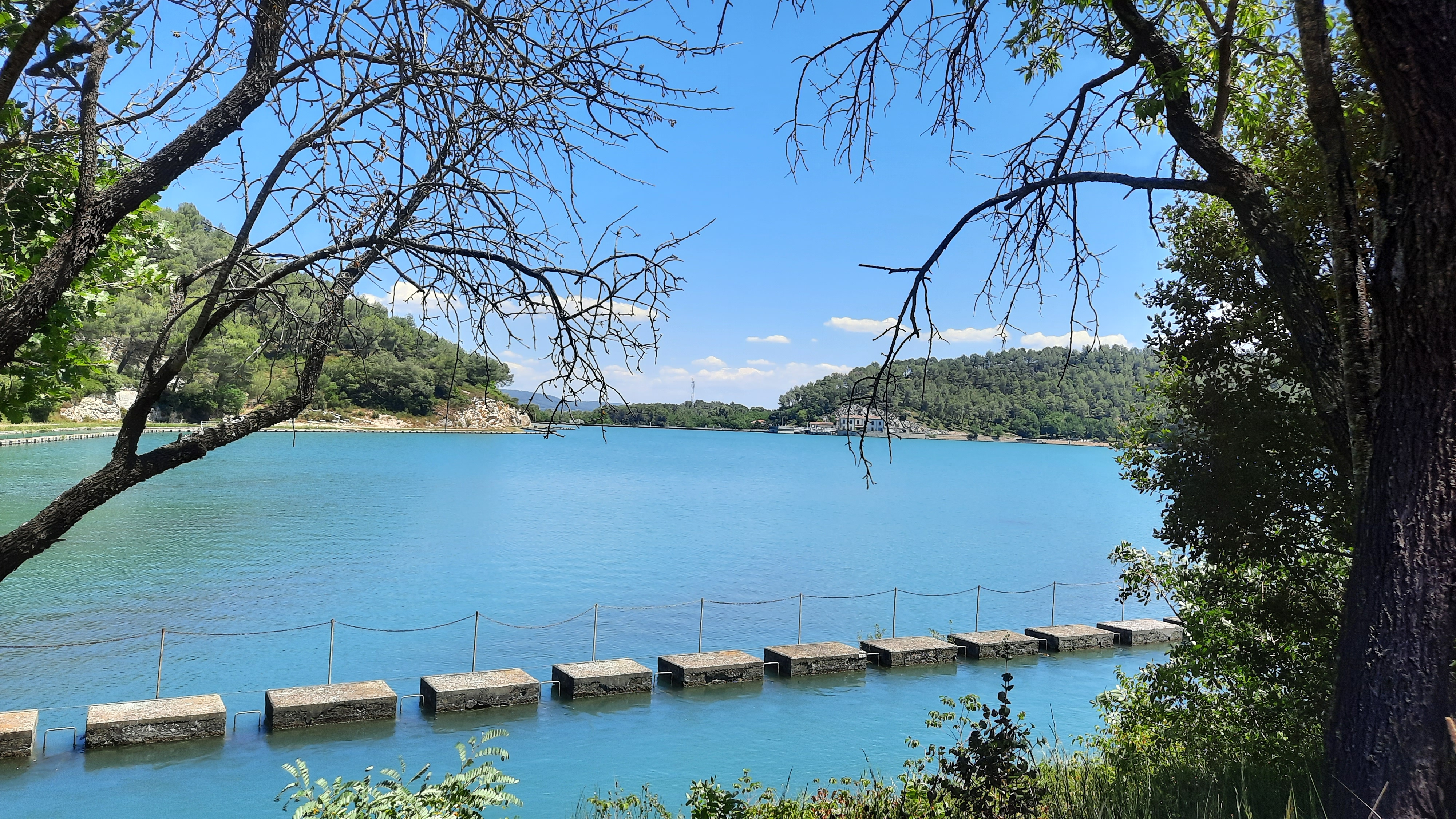
Retenue d'eau de Saint-Christophe.

Il commence alors à s'accrocher aux collines, passe au-dessus de La Roque-d'Anthéron et de Charleval, puis quitte la Durance et le canal EDF, bifurque vers le Sud, et passe en un long tunnel de 3 670 m, sous l'extrémité Ouest de la chaîne des Côtes.
Après Lambesc, son profil en long devient plus heurté : de nombreux ponts et surtout tunnels lui sont nécessaires pour traverser les vallons et les collines jusqu'à Coudoux.g
Il contourne par l'Est la colline de Ventabren, et arrive au-dessus de l'Arc, qu'il franchit par l'aqueduc de Roquefavour.

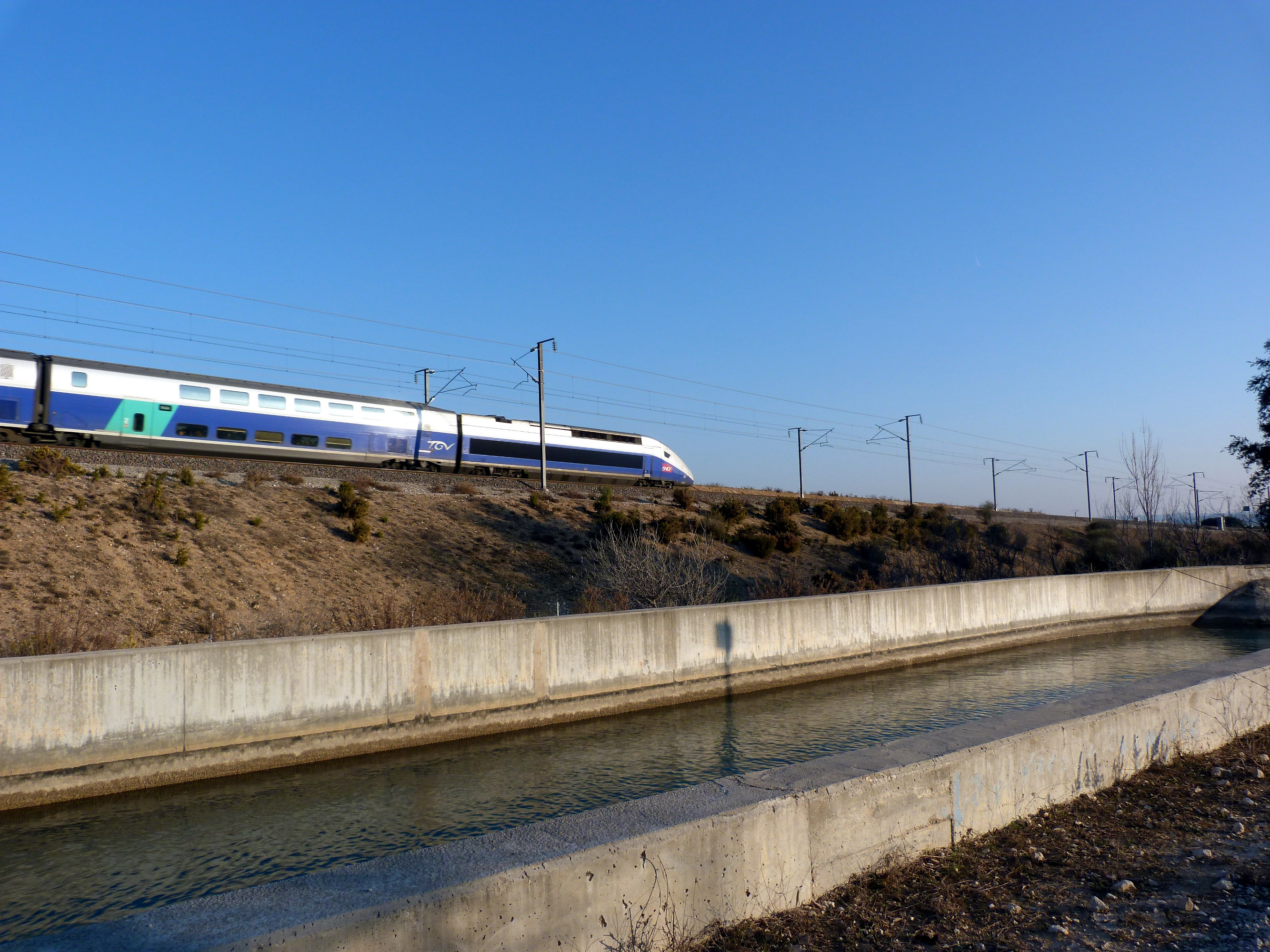
La LGV Lyon-Marseille longeant le canal

Depuis Ventabren, le canal voisine à plusieurs reprises avec la ligne à grande vitesse Lyon-Marseille. La silhouette du viaduc de la LGV sur la rivière l'Arc a d'ailleurs été dessiné en vue d'une harmonisation avec l'aqueduc de Roquefavour.
La suite du parcours s'effectue à travers le plateau de l'Arbois, qui, malgré son nom, n'est guère plat : tunnels et tranchées ouvertes sont encore nombreux, jusqu'au réservoir du Réaltor à l'altitude 160 mètres, sur la commune de Cabriès.
De là, un tunnel de 3,5 km lui fait franchir l'extrémité Sud de la plaine d'Arbois, jusqu'à l'usine de traitement des Giraudets sur la commune des Pennes-Mirabeau), puis un second de 4 km l'amène à La Gavotte, d'où il se dirige, en mode couvert, vers Saint-Antoine (Marseille).

### Desserte de Marseille
Juste avant d'atteindre Saint-Antoine, le canal laissait partir vers l'Ouest une « dérivation », aujourd'hui abandonnée, en direction de l'Estaque - 16e arrondissement ; de Saint-Antoine partait une autre dérivation, vers le Sud, en direction de Saint-Louis elle fut aussi abandonnée.
Le canal principal part vers l'Est, franchit le ruisseau des Aygalades, contourne le vallon des Tuves et les Borels, puis, accroché aux flancs du massif de l'Étoile, passe au-dessus des Aygalades - 15e arrondissement, de Saint-Joseph, et de Sainte-Marthe - 14e arrondissement. Au lieu-dit Four de Buze, le canal se subdivise en deux.

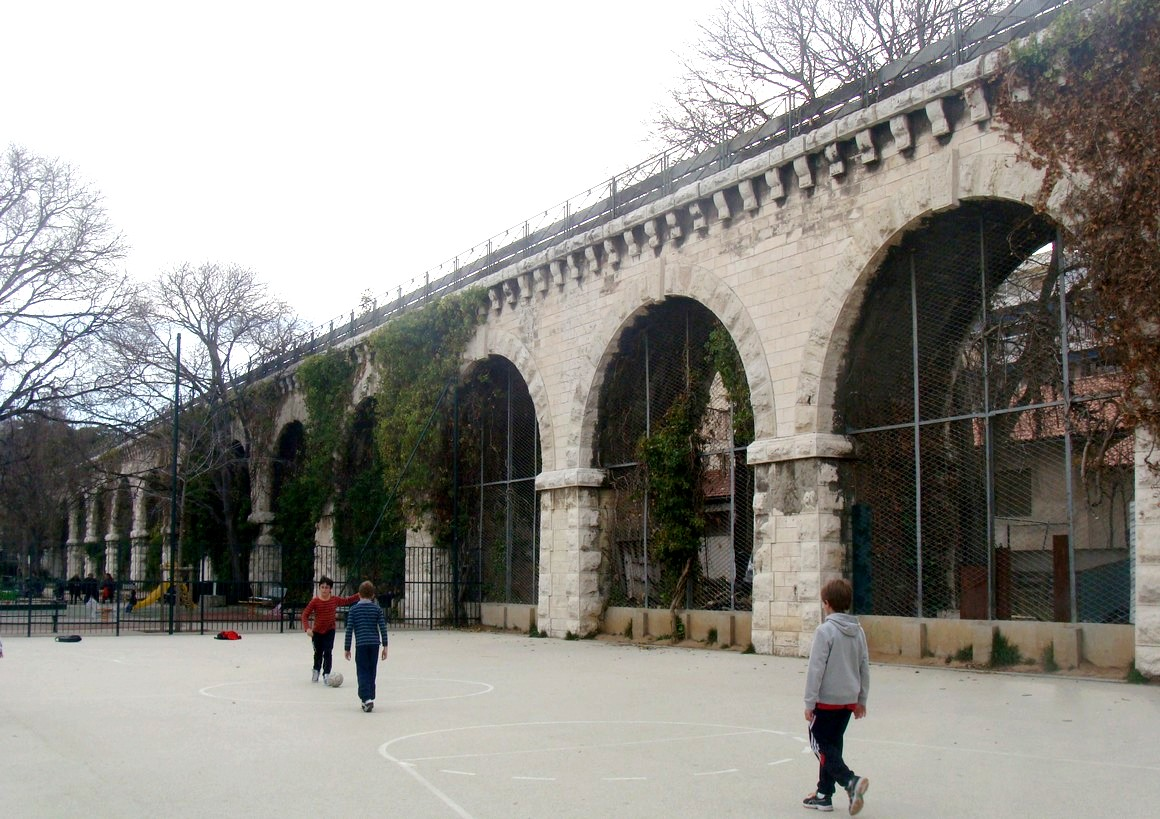
L'aqueduc du canal de Marseille dans le parc Longchamp.

La branche principale (au sens historique) part vers le Sud, alimente le réservoir de Sainte-Marthe - ou du Merlan, où son eau est traitée puis envoyée par les Chutes-Lavie jusqu'au plateau Longchamp - 4e arrondissement. Des réservoirs souterrains, deux gigantesques bassins de décantation de 4 250 et 4 900 m2, furent construits en 1854 sous le jardin Longchamp, suivis de la création du palais Longchamp en 1862 par l'architecte Espérandieu. Malheureusement, les dépôts de limons de la Durance les rendrirent rapidement inefficaces et la construction d'autres équipements fut nécessaire. Le problème de filtration des eaux de la Durance ne sera résolu qu'en 1882. Ces bassins seront désaffectés en 1969. Le décor du palais avec les statues marines, les cascades et les jets d'eau illustre la joie que les Marseillais éprouvent à l'idée de disposer enfin d'eau à volonté.
L'autre branche se poursuit vers l'Est, continuant à longer les collines en vue de desservir la partie périphérique de la ville qu'il va contourner jusqu'au Sud. Il traverse Château-Gombert - 13e arrondissement, fait le tour de Plan-de-Cuques - commune distincte de Marseille, passe au pied d'Allauch autre commune, et revient sur les Olives 13e arrondissement de Marseille.

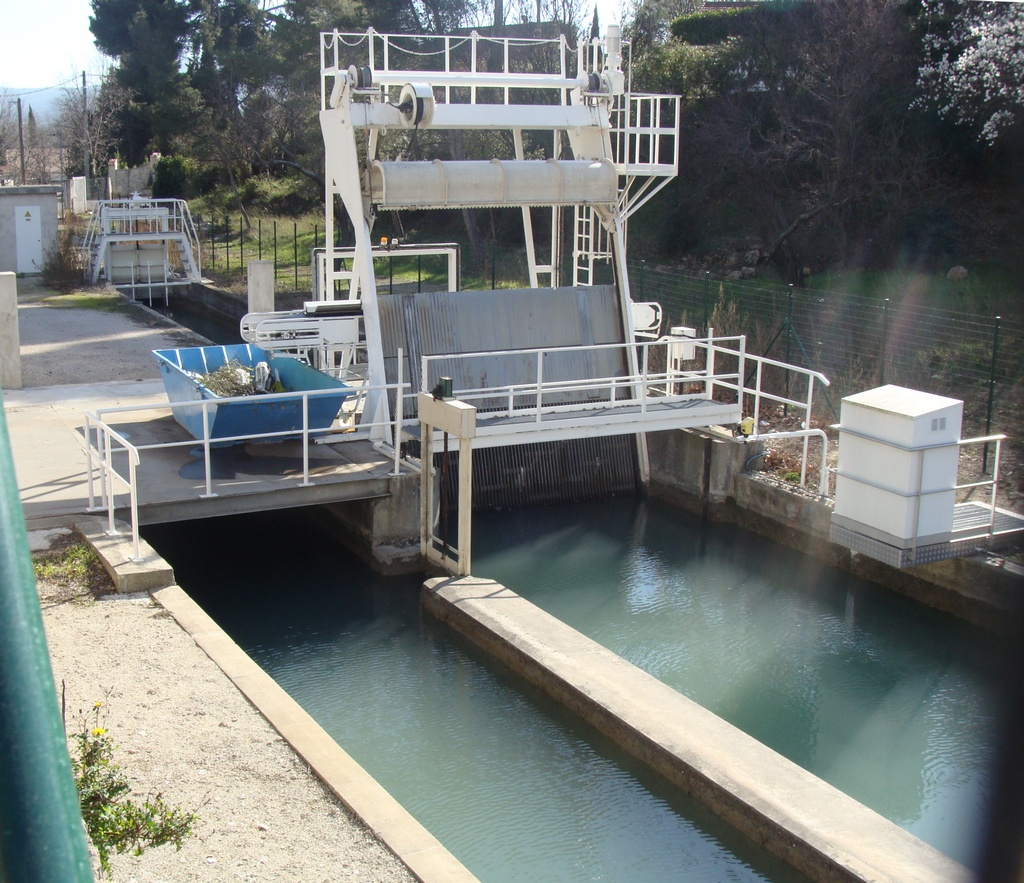
Le répartiteur des Trois-Lucs

Il passe en tunnel sous les Trois-Lucs, puis se divise en trois :
- une branche Ouest qui passe au pied de Saint-Julien (promenade couverte de Saint-Julien), longe le plateau Beaumont, alimente le réservoir de Saint-Barnabé et, anciennement, poursuivait vers Montolivet (12e arrondissement) ;
- une branche Est qui passe au pied de la Treille, sous le village des Camoins (11e arrondissement) , et traverse les collines jusqu'à Aubagne, où elle se subdivise en plusieurs « dérivations », vers Gémenos, vers la Penne-sur-Huveaune, et, en souterrain, vers Cassis et la Ciotat ;
- une branche centrale qui descend vers la Valentine (11e arrondissement), puis, après un premier siphon sous la « petite route d'Aubagne » (D2) et, plus récemment, l'autoroute Est (A50), traverse la vallée de l'Huveaune par un dispositif étonnant : le canal plonge depuis le rebord de la vallée par une conduite qui passe par-dessus l'Huveaune, puis sous la ligne de chemin de fer Marseille - Toulon et la route d'Aubagne (ex-N8) ; reprenant son altitude sur le versant Sud par effet de siphon, le canal repart à l'air libre (sauf quelques passages couverts) en direction de l'Ouest et traverse successivement la Barasse, Saint-Marcel, la Valbarelle (11e arrondissement), les Trois-Ponts (10e arrondissement), la Campagne Berger, Valmante, le Redon, Beauvallon (9e arrondissement), la Campagne Pastré, et enfin la Madrague de Montredon (8e arrondissement), où il se jette dans la mer, ayant approvisionné en eau tous les quartiers de Marseille.

### Principaux ouvrages

#### Ponts et aqueducs
Il existe 500 ponts et aqueducs sur toute la longueur du Canal de Marseille.
Deux d'entre eux sont des ouvrages architecturaux remarquables : 
- L'aqueduc de Valmousse[5] (commune de Lambesc) ou de la Touloubre, franchissant la Touloubre : 14 arches de 8 mètres d’ouverture, 27 mètres de hauteur, et 200 mètres de longueur. Les piliers mesurent deux mètres d’épaisseur aux naissances. Les travaux ont débuté en 1844 et se sont terminés en 1848[6].
- L'aqueduc de Roquefavour (commune de Ventabren), franchissant l'Arc : hauteur 82,50 mètres, longueur 393 mètres, largeur 13,60 mètres. Commencé en 1839, sept ans de travaux.

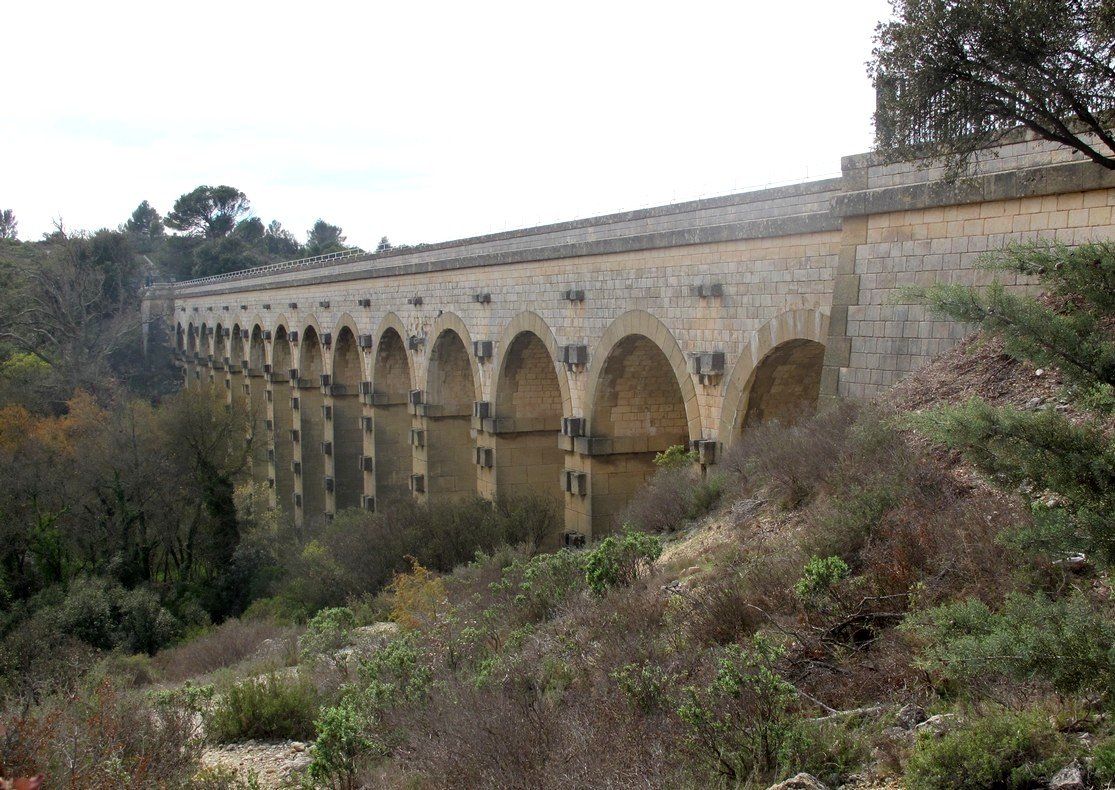
L'aqueduc de Valmousse

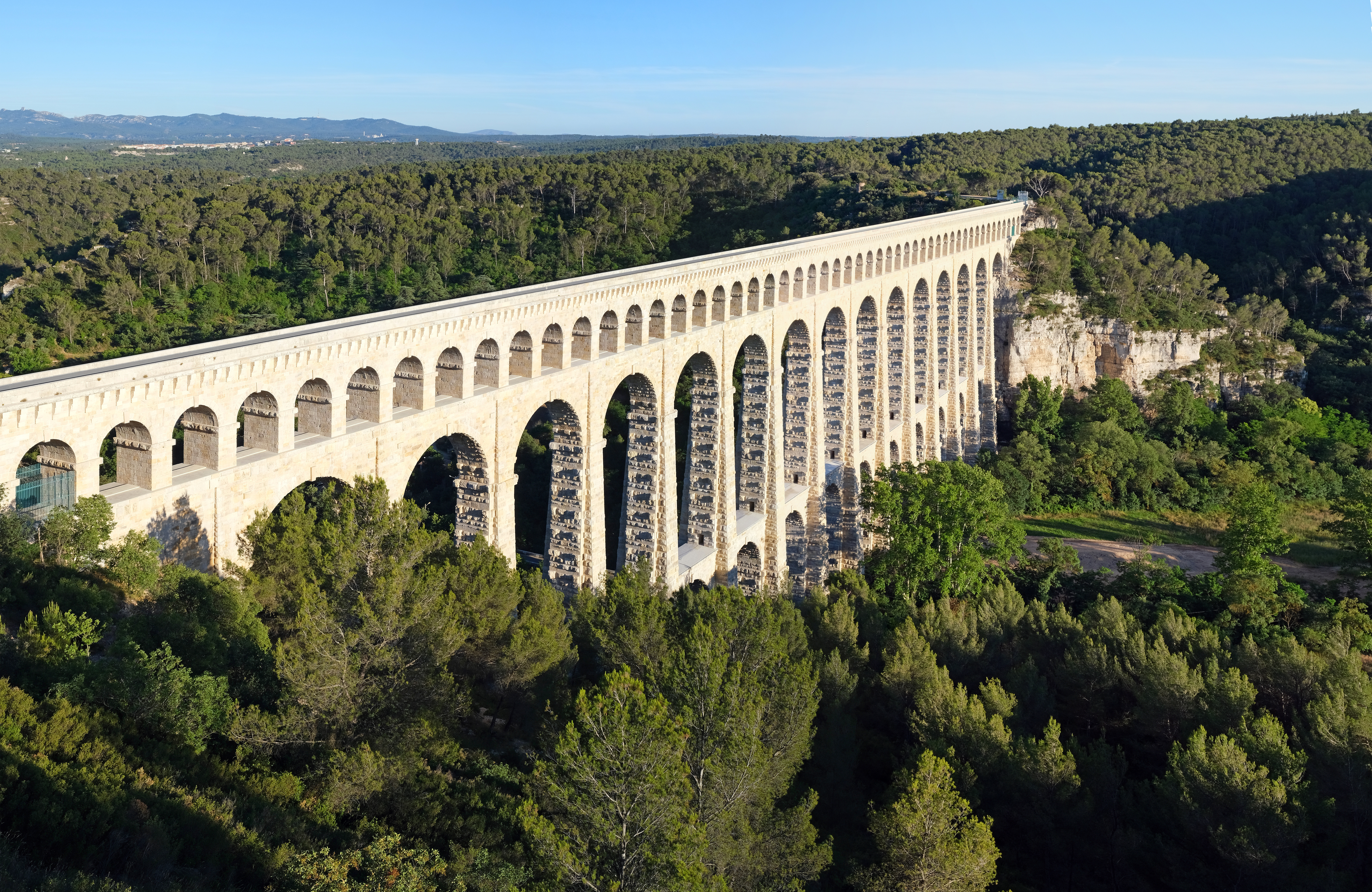
L'aqueduc de Roquefavour

Une des principales difficultés du tracé était de faire traverser par le canal les vallées de ces deux fleuves, qui vont se jeter dans l'étang de Berre proche, et coulent à basse altitude, alors que l'altitude du canal est ici proche de 170 mètres. Le franchissement de la Touloubre fut placé à l'entrée des gorges de la Barben. Pour l'Arc, l'ingénieur Franz Mayor de Montricher, chargé de la réalisation du projet, refusa la proposition d'un pont-siphon, pourtant plus économique, et décida de réaliser un aqueduc entre deux points où les plateaux bordant l'Arc au Nord et au Sud étaient assez proches pour que l'ouvrage ait une longueur raisonnable (moins de 400 mètres) : ce fut l'aqueduc de Roquefavour, œuvre architecturale inspirée du pont du Gard romain, et considéré depuis comme un des monuments à visiter dans la région aixoise.
Autres ouvrages notables :
- L'aqueduc de la Jacourelle (commune de la Roque-d'Anthéron) : neuf arches de six mètres d’ouverture de plein cintre et d’une hauteur maximum de 21 mètres, construit entre 1841 et 1842. Le 9 juillet 1973, la rigole de l'aqueduc s’est effondrée sur la presque totalité de sa longueur (60 mètres). La mise en place d’une canalisation en tuyaux de  béton armé de 2,50 mètres de diamètre et sur une longueur de 100 mètres sur le tablier, a permis la remise en service du canal quatre jours plus tard[6].
- L'aqueduc de Valbonnette (commune de Lambesc) : onze arches de six mètres d’ouverture en plein cintre, supportées par des piles de 2,50 mètres d’épaisseur à leur partie supérieure, hauteur totale 19 mètres environ, commencé en 1841 et fini en novembre 1842[6].
- L'aqueduc de la Pelouque (Marseille 16e), sur la dérivation de l'Estaque (abandonnée)
- L'aqueduc de Saint-Louis (Marseille 15e) : neuf arches de six mètres d’ouverture, construit de septembre à fin 1848 sur la dérivation de  Saint-Louis (abandonnée)[7].
- Le pont-aqueduc de l'avenue Corot (Marseille 13e) : six arches.
- L'aqueduc de Longchamp (Jardin Zoologique, Marseille 4e) : longueur de 238 mètres, 25 arches en plein cintre, de 6,30 mètres d'ouverture chacune, d'une hauteur maximum de 9,40 mètres[7].
- Le pont dit « les Trois-Ponts » (Marseille 10e) : trois arches surbaissées de 7,90 mètres d’ouverture et de 1,20 mètre de hauteur, longueur 35 mètres.
- L'aqueduc de Saint-Pierre (Marseille 12e), achevé en 1851 : 383 mètres de longueur, 92 arches en plein cintre de 11,20 mètres de hauteur maximum[7] ; abandonné, et récemment tronqué pour laisser passer une voie ferrée.
- Le pont-aqueduc dit « Pont de la Clue » (Marseille 11e), sur la route des Quatre-Saisons (D 4a) : sept arches de huit mètres d’ouverture, hauteur 18 mètres, longueur 82 mètres.
- L'aqueduc de Beynet, (chemin des Escourches, Marseille 11e), franchissant le vallon de la Tuilière : six arches de dix mètres d’ouverture en plein cintre, supportées par des piles de 3,40 mètres d’épaisseur à leur base, hauteur totale 20 mètres, longueur 110 mètres[7].
- L'aqueduc de la Candolle (commune de la Penne-sur-Huveaune), sur la dérivation de la Milière (abandonnée) : 16 arches de cinq mètres d’ouverture, longueur 118 mètres.

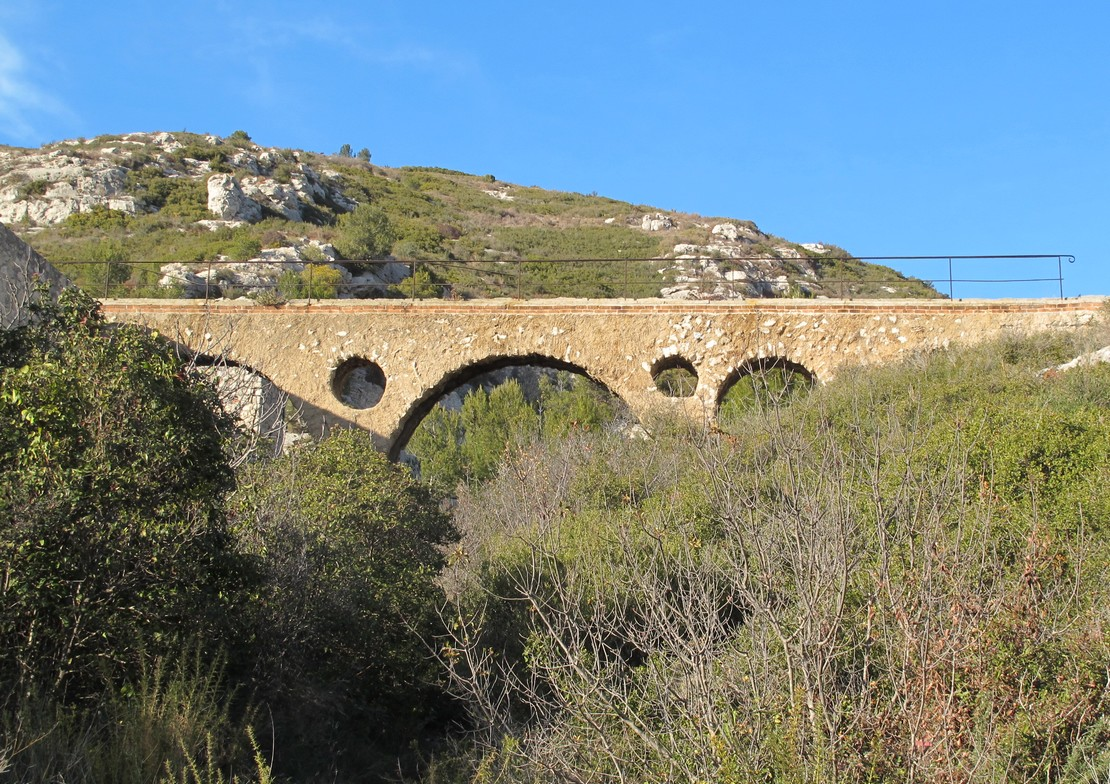
L'aqueduc de la Pelouque
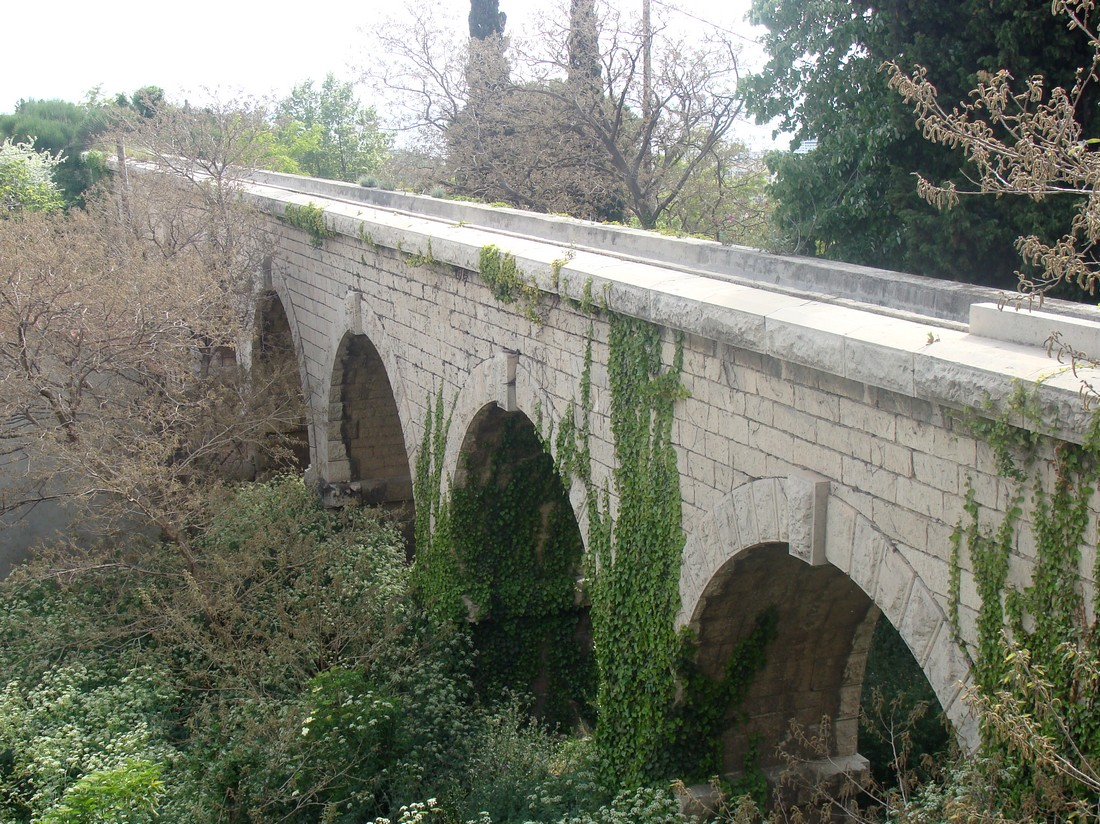
L'aqueduc de Saint-Louis
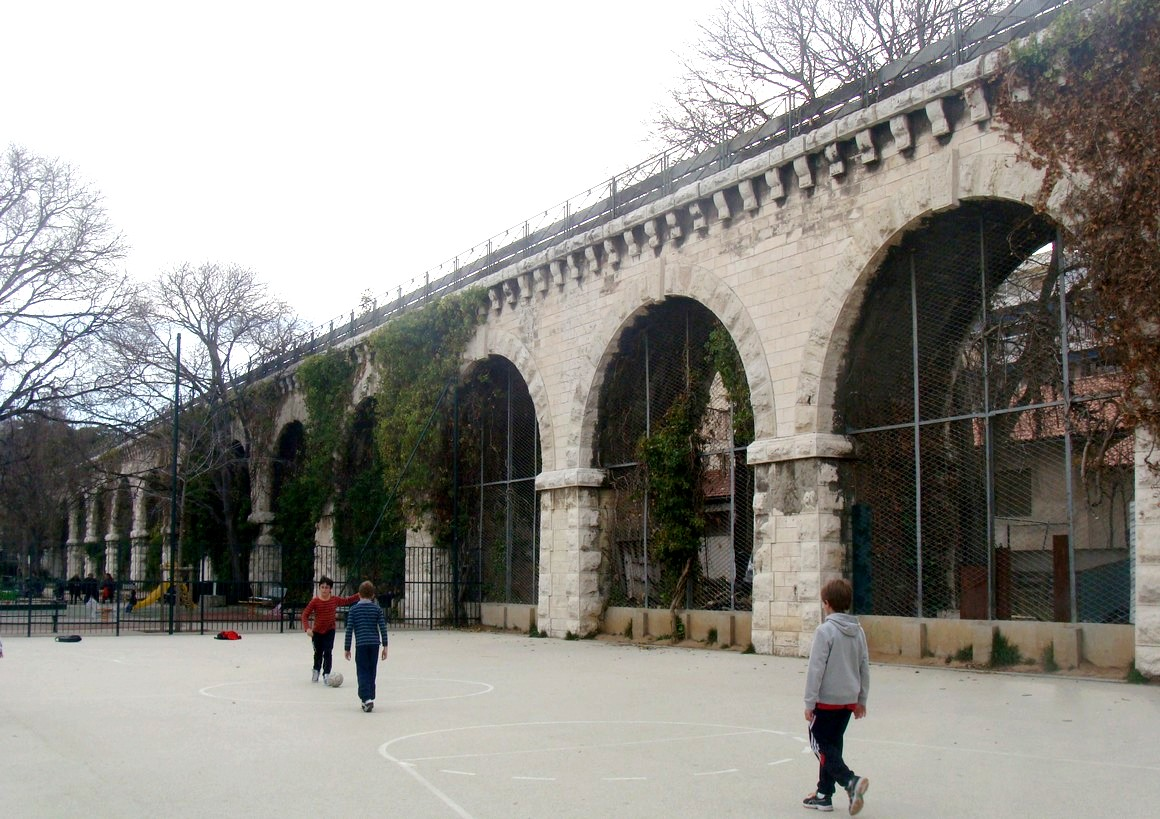
L'aqueduc du parc Longchamp
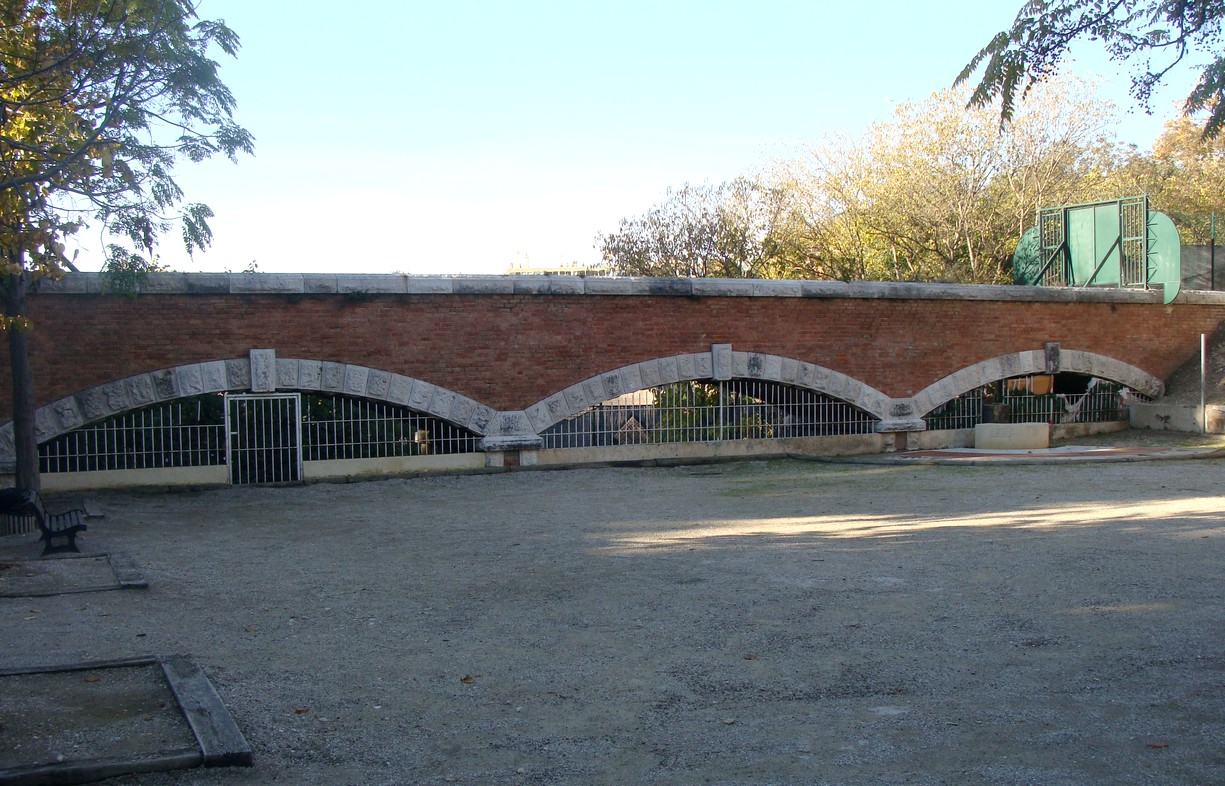
Le pont-canal dit « Les Trois-Ponts »
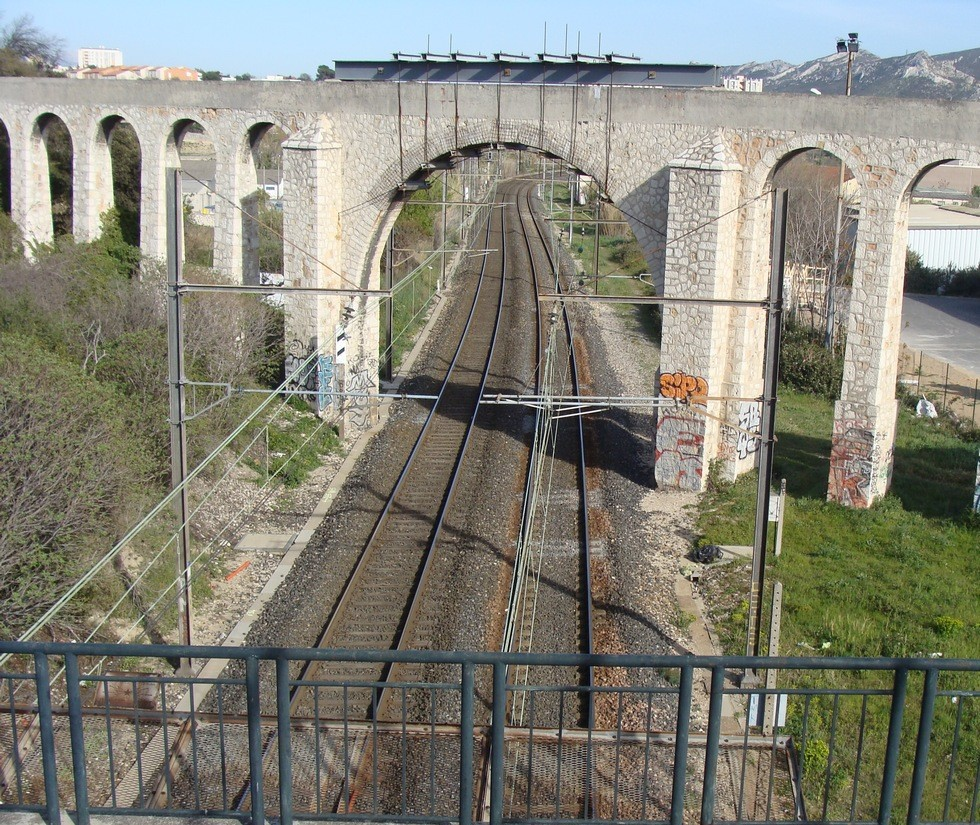
L'aqueduc de Saint-Pierre
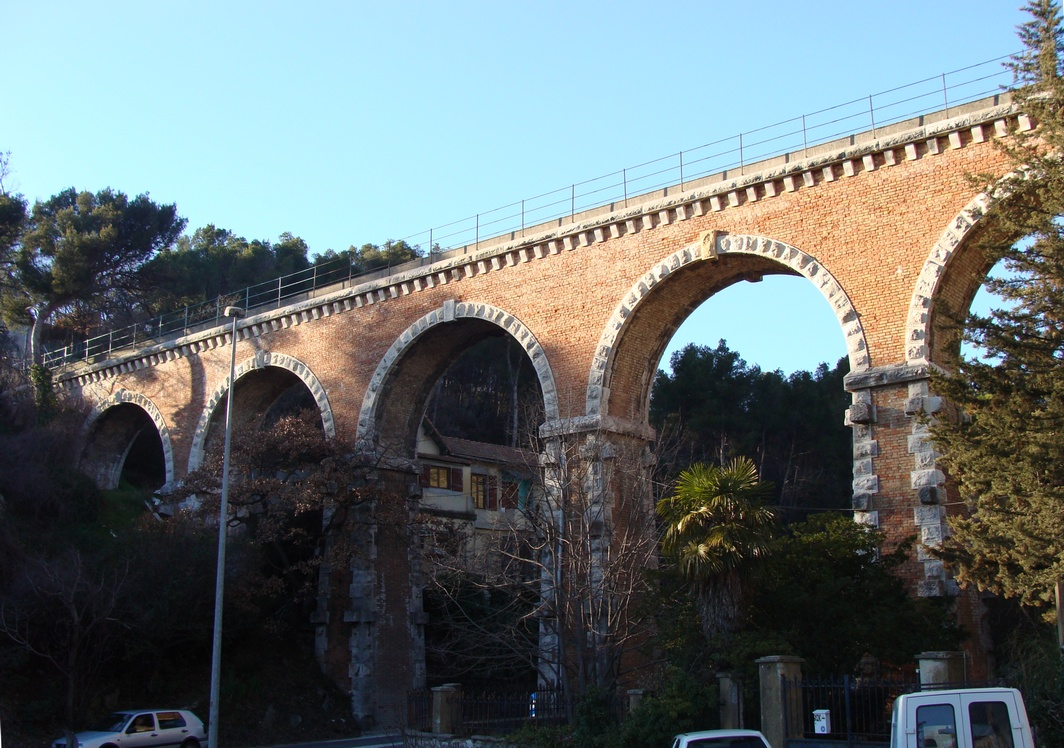
Le pont-canal dit « Pont de la Clue »
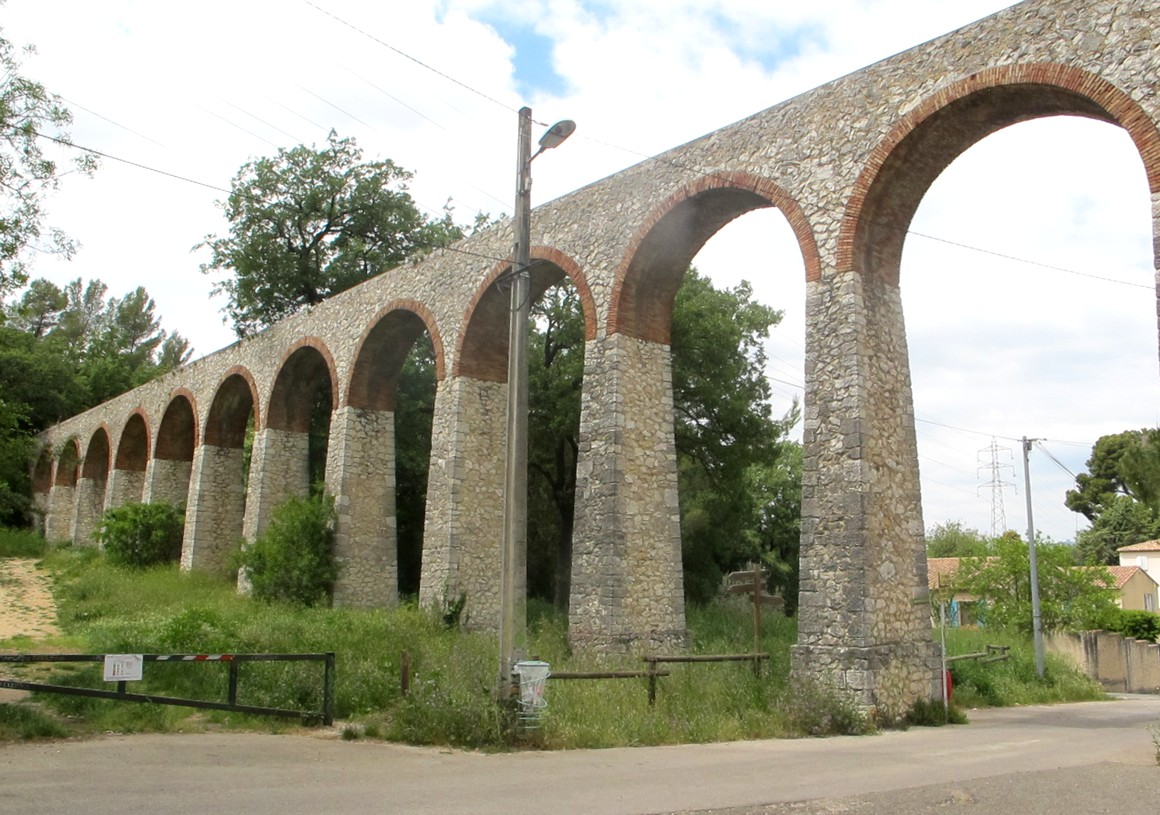
L'aqueduc de la Candolle

#### Tunnels et galeries
Le canal comporte de nombreux passages en souterrain, tous franchis par gravité avec tirant d'air. De longueurs très variables, de quelques dizaines de mètres à plusieurs kilomètres, ces souterrains et galeries totalisent plus de 17 kilomètres sur les 80 kilomètres de la longueur du canal, sans compter les siphons, nombreux eux aussi.
Principaux tunnels et galeries:

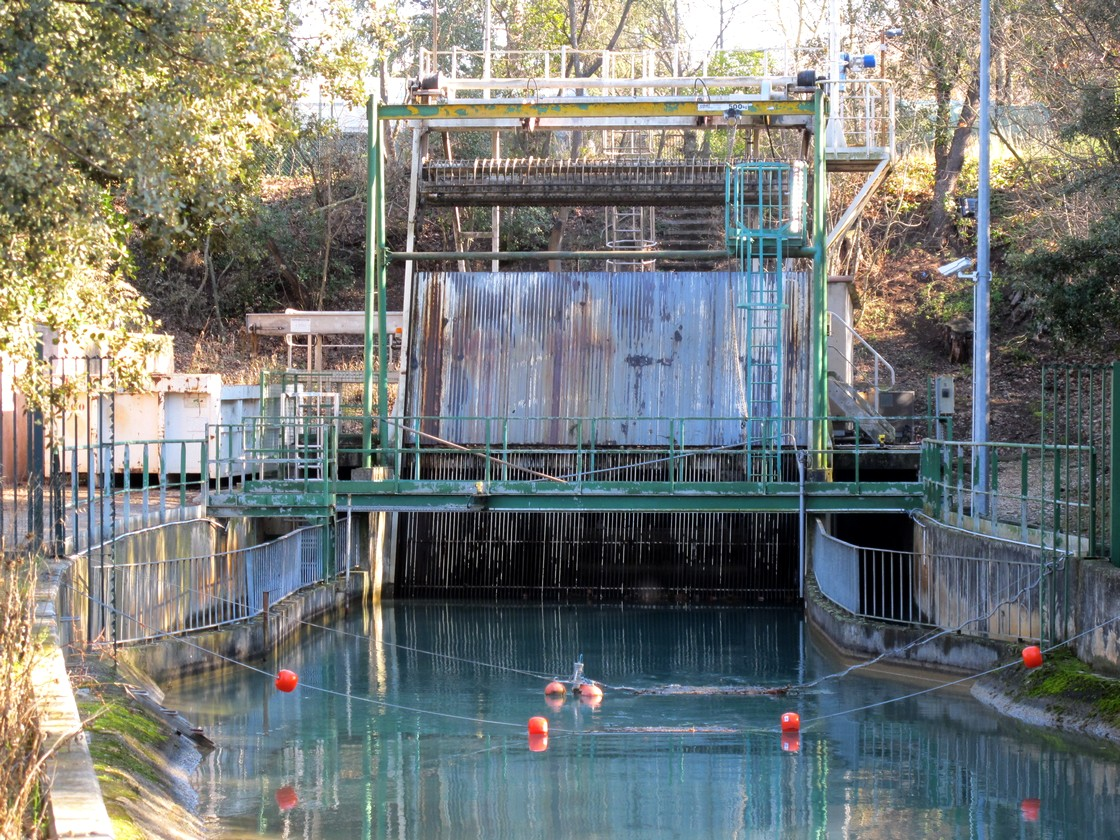
L'entrée du souterrain des Cadeneaux, protégée par une grille de rétention des objets flottants

- la galerie des Taillades, sous la chaîne des Côtes, de Cazan (commune de Vernègues) à Bidaine (commune de Lambesc), 3,5 kilomètres
- le souterrain de l'Assassin, sous les Plaines d'Arbois, entre Cabriès (le Réaltor) et les Pennes-Mirabeau (les Giraudets), 3,4 kilomètres
- le souterrain des Cadeneaux, entre les Giraudets et La Gavotte (commune des Pennes-Mirabeau), 4 kilomètres, non rectiligne

La construction de ces ouvrages a nécessité le percement de puits d'aération le long de leur parcours : un puits tous les 250 mètres, soit 13 à 15 pour chacun des trois ouvrages. Les têtes de ces puits, actuellement abandonnés, sont toujours repérables sur le terrain.
À ces ouvrages majeurs s'ajoutent :
- sur la seule commune de Lançon-Provence, 3 tunnels totalisant 1,2 kilomètre, suivis, entre Lançon et Coudoux, d'un tunnel de 700 mètres de long percé sous une colline pour neutraliser l'ancien tracé à ciel ouvert de 1 kilomètre qui la contournait
- les sections enterrées de la branche Longchamp de Four-de-Buze au Merlan et sous le parc de Font-Obscure
- l'amorce de la dérivation de Saint-Barnabé sous la Serviane (600 m)

et de très nombreux tronçons au sol couverts dans la partie urbaine du parcours (La Gavotte, Hôpital Nord, la Savine, avenue des Chutes-Lavie, promenade de Saint-Julien, la Valbarelle, Roy d'Espagne).

#### Siphons
Le canal effectue des passages en Pont-siphon d'une part pour traverser quelques vallons importants pour lesquels un contournement ou la construction d'un aqueduc serait trop coûteux ou difficile, d'autre part en terrain plat pour franchir des voies de circulation situées au même niveau que le canal. Tous les siphons du canal de Marseille sont situés en zone urbaine. Plusieurs ont été construits postérieurement au canal, notamment certains franchissant des autoroutes. À l'exception des deux siphons de la dérivation de l'Estaque (abandonnée), tous ces siphons sont actifs.
Principaux siphons :
- siphon du vallon de Bizet (Marseille 16e), sur la dérivation de l'Estaque, partiellement détruit par la construction de l'autoroute A 55 ;
- traversée du vallon des Pins (Marseille 15e), en shunt de l'ancien tracé par le fond du vallon ;
- grand siphon de l'Huveaune, conduite tubulaire passant par-dessus l'Huveaune avant de passer sous la voie ferrée et l'ex-N 8, à la Barasse (Marseille 11e), distance 330 mètres entre les extrémités[9];

- à Aubagne : 

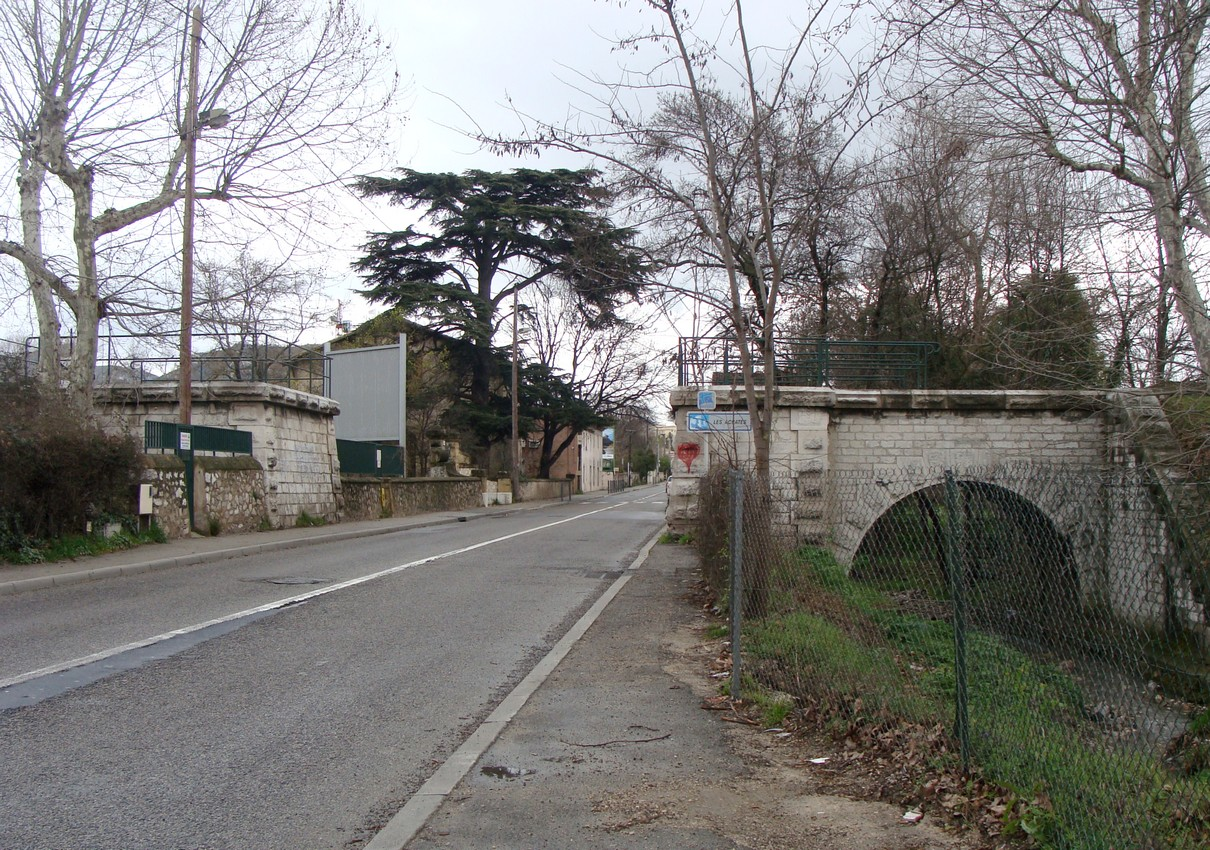
Aux Accates, le canal passe sous la route en siphon puis sur un ruisseau.

  - amorce de la dérivation de la Milière, entre la Légion et la ville, passant sous la D 2, l'autoroute A 50, la voie ferrée, l'Huveaune et l'ex-RN 8, distance entre extrémités 800 mètres environ[9];
  - siphon des Guigues, sur la dérivation de la Milière, entre le Charrel et le cimetière de Fenestrelles.

Autres siphons notables : 
- amorce de la dérivation de l'Estaque, à La Gavotte, passant sous la route de Saint-Antoine aux Pennes-Mirabeau (ex-N 113) ;
- passage sous l'autoroute A7 entre Saint-Antoine et l'hôpital Nord (Marseille 15e), style coordonné avec la promenade du canal venant de La Gavotte ;
- siphon du Pavillon de partage des eaux, sous la rue Jeanne-Jugan, entre le boulevard des Chutes-Lavie et le parc Longchamp  (Marseille 4e) ;
- siphon des Olives, sous la route des Trois-Lucs (Marseille 13e) ;
- traversée de la route des Quatre-Saisons (D 4), aux Accates (Marseille 11e) ; le canal est ici plus haut que la route mais passe néanmoins en siphon par-dessous ;
- traversée de la D 2 et de l'autoroute A 50 à Saint-Menet ;
- traversée de la montée du Colonel de Robien, à Saint-Menet ;
- traversée de la rue des Trois-Ponts (Saint-Loup, Marseille 10e) ;

- à Aubagne : 

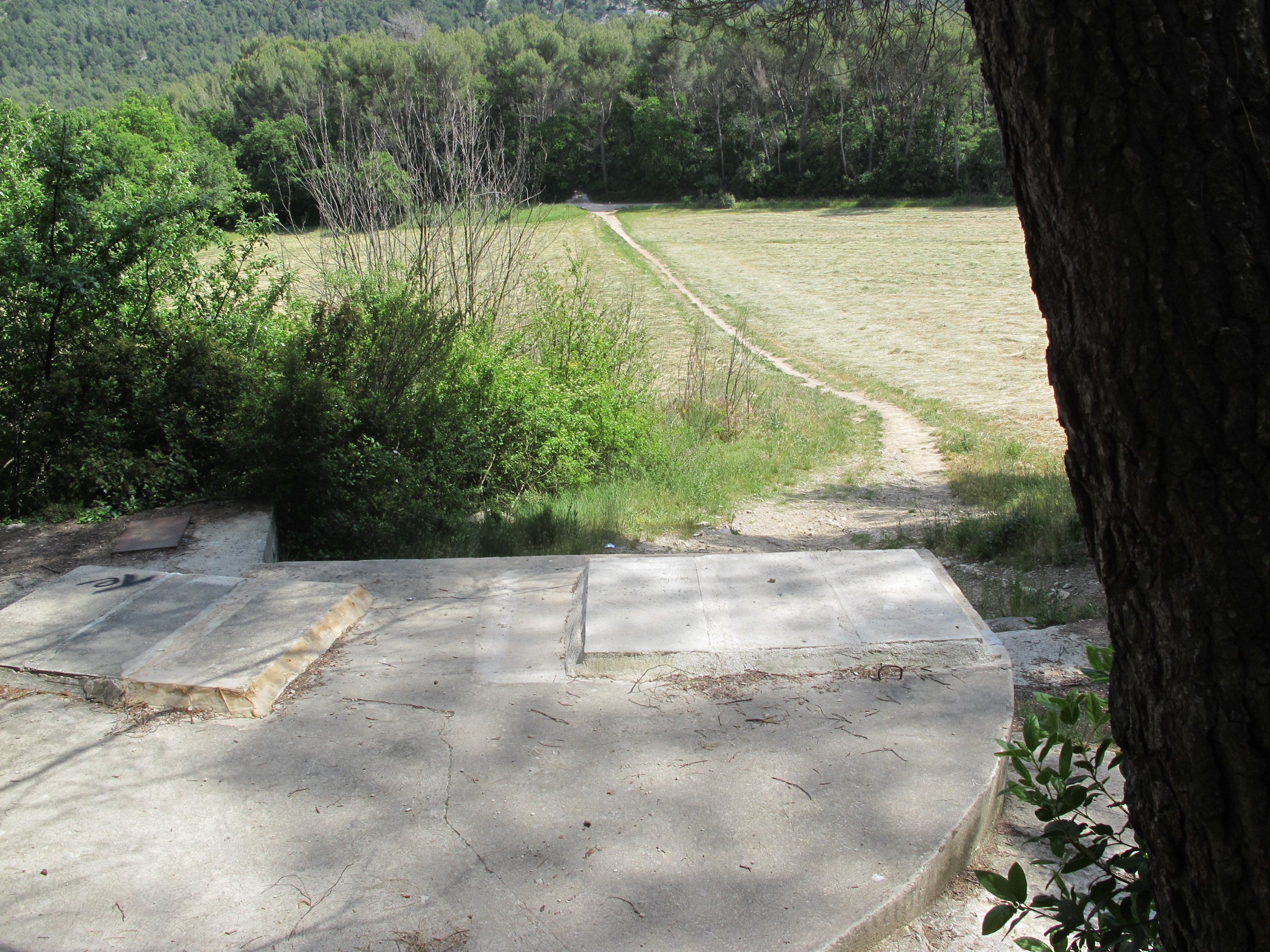
Dalle du siphon de camp de Lambert, au Sud d'Aubagne

  - passage sous la D 44 et l'autoroute A501 à l'entrée d'Aubagne ;
  - passage sous l'échangeur autoroutier des Solans (A 501/D 96) ;
  - traversée de la D 96 à Napollon ;
  - passage sous l'autoroute A52 après le pont-canal sur l'Huveaune, à Saint-Pierre ;
  - traversée de la plaine du Camp de Lambert ;
  - traversée du chemin de Carpiagne.

## Le canal de Marseille aujourd'hui
Aujourd'hui, le canal de Marseille n'assure plus seul l'alimentation en eau de Marseille. Le canal de Provence, et un réseau de canaux construit dans les années 1970, achemine l'eau du Verdon, alimente le réservoir du Vallon Dol, au pied du massif de l'Étoile, d'où un émissaire d'eau brute rejoint le canal de Marseille au lieudit Four-de-Buze, et contribue à l'alimentation en eau de la ville. L'eau de la Durance compte encore pour les deux tiers de la ressource en eau de Marseille, le tiers restant venant du Verdon, ce qui assure la sécurité de l'approvisionnement.

### Qualité de l'eau

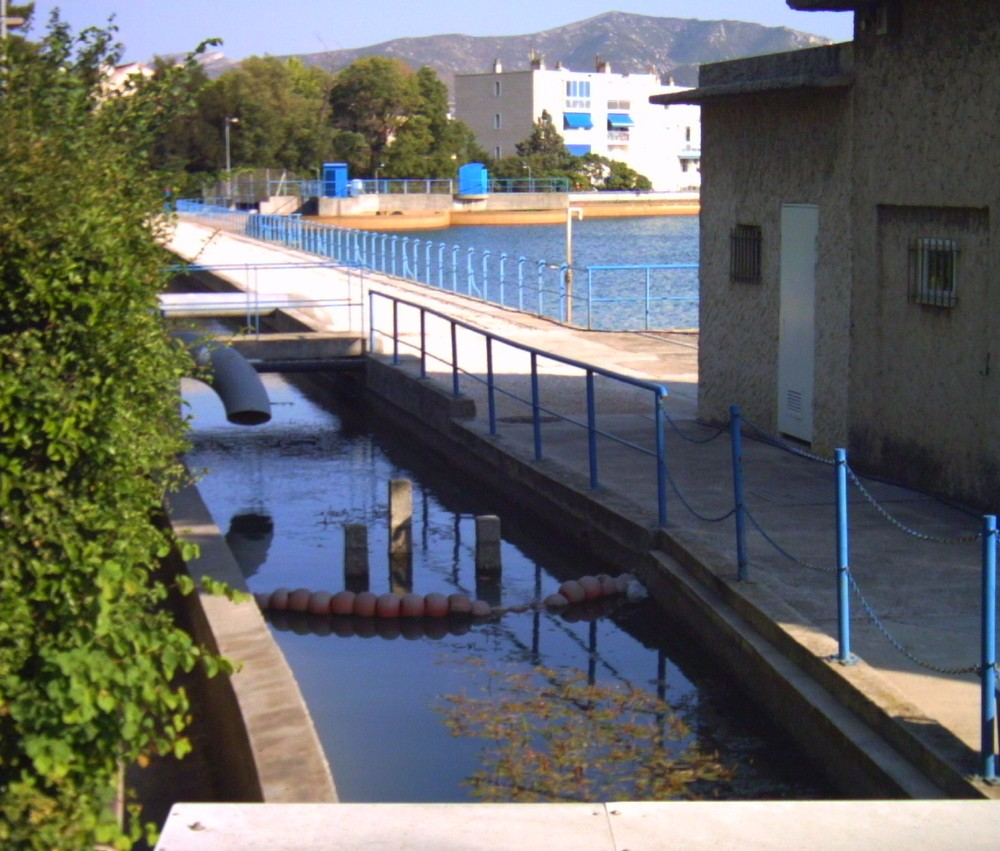
Installations de l'usine de traitement des eaux de Saint-Barnabé (Marseille-12°)

L'eau brute du canal est traitée dans les deux usines de production d'eau potable de Sainte-Marthe et Saint-Barnabé. Les principales étapes du traitement sont :
- pré-chloration,
- clarification par floculation au moyen d'un coagulant,
- filtration sur sable,
- désinfection par l'ozone et le chlore.

Les analyses conduites tout au long de l'année 2006 par la direction de la Santé publique de la Ville de Marseille sur les eaux montrent une très bonne qualité bactériologique et une conformité aux normes relatives à la présence de pesticides - valeur mesurée inférieure au seuil de détection - ou de nitrates - moins de 2 mg/l pour 50 mg/l de norme maximale, témoignant de l'absence de contamination d'origine agricole. En revanche l'eau de la Durance présente une valeur élevée de dureté (23 °F) qui la fait qualifier d'« eau dure ».

### Gestion
De sa mise en service en 1849 jusqu'à 1941, le canal a été géré par la Ville de Marseille. À la suite de l'incendie catastrophique des Nouvelles galeries qui fit 73 morts en novembre 1938, la mairie de Marseille fut placée sous tutelle. En 1941, la gestion de l’eau de la ville, et donc le canal, est confiée à la Société d’études des eaux de Marseille (SEEM) en raison de sa connaissance du réseau par des études qu'elle a réalisées depuis 1934. En 1943, selon une convention de type « régie intéressée », la ville de Marseille, qui reste propriétaire des ouvrages, en confie l’exploitation à la SEEM. Celle-ci devient la Société des Eaux de Marseille (SEM) officiellement le 1er mars 1943. Raoul Dautry, qui a contribué à la création de la Société nationale des chemins de fer français (SNCF) en 1938, en est nommé le premier président.
Depuis lors, la Société des Eaux de Marseille, détenue par Veolia (ex Compagnie générale des eaux), devenue le Groupe des Eaux de Marseille, gère le canal de Marseille, qui est l'épine dorsale de la distribution d'eau potable dans la ville et de nombreuses communes environnantes.

### Sécurité

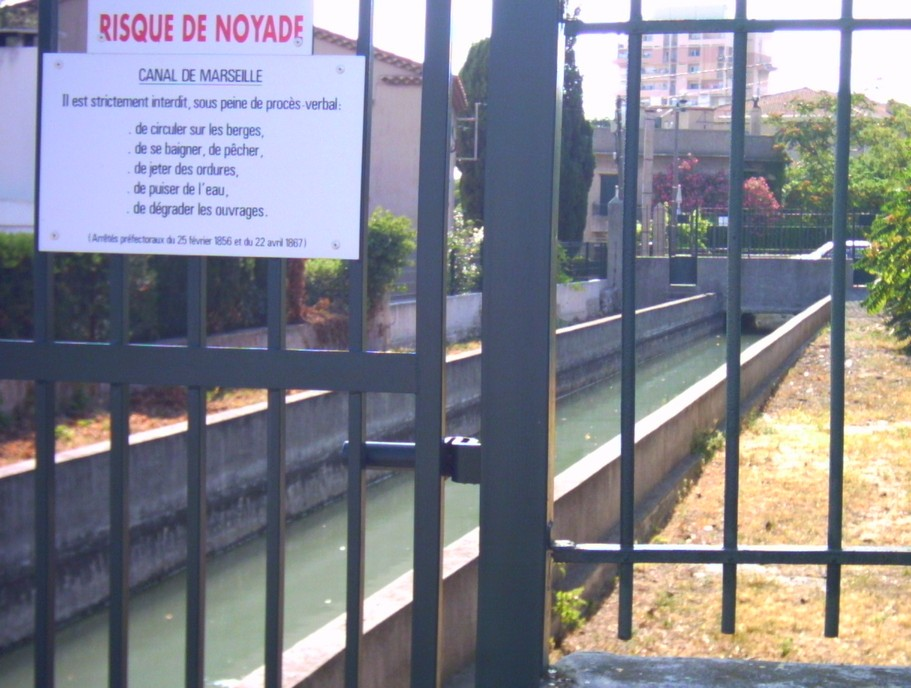
Le canal en ville (Saint-Barnabé,)

Dans toute la partie hors Marseille, mis à part évidemment les tronçons souterrains, le canal est à l'air libre et peut être suivi grâce à des chemins sur berges. À l'intérieur de Marseille, pour des raisons de sécurité évidentes, la société du canal de Marseille a entrepris de clôturer ou de couvrir tous les tronçons traversant les espaces publics, au grand regret des amoureux de l'eau courante. En effet, le canal peut représenter un véritable danger, en particulier pour les enfants.
Avec un courant atteignant 0,70 mètre par seconde en moyenne, la vitesse de l’eau peut s’accélérer à tout moment en cas d’ouverture de vannes. De plus, les parois en béton armé du canal sont pentues et glissantes et empêchent toute remontée en cas de chute.
Aussi, la Société des eaux et la ville ont multiplié et encore en 2007 les campagnes d'avertissement et mis en place des mesures de sécurité : grilles, grillages, panneaux d'avertissement, barrières, lignes de vie flottantes et même gardiennage dans les endroits les plus sensibles, à proximité des habitations.

### Entretien
Prise d'eau à Sainte-Marthe, l’eau brute est filtrée dans le bassin du Merlan (14e arrondissement), avant de partir dans le réseau de distribution sous pression. Mais le canal de Marseille n’a pas qu’un intérêt sanitaire. Dès sa création, il a modifié le paysage marseillais en permettant aux agriculteurs et aux propriétaires de parcelles d’arroser les champs et les jardins des bastides. Ce fut le début du maraîchage à Marseille, grâce aux rigoles d’irrigation par gravité qui partaient du canal et descendaient vers la ville.
Pour entretenir sa branche « mère » et ses rigoles, le canal de Marseille a ses propres techniciens, les aygadiers, qui ont droit de passage dans les propriétés privées, manœuvrent les martelières et les pompes. Mais la Société des eaux de Marseille, qui a hérité du canal et de ses aygadiers veut se recentrer sur son métier (l’eau potable), elle cherche donc à fermer toutes les rigoles d’irrigation partant du canal. Pour cela, elle ne reconduit pas les droits d’eau aux nouveaux propriétaires et propose une irrigation par de l’eau sous pression. Petit à petit les rigoles sont abandonnées, et la SEM supprime les postes d’aygadiers. Près de quarante ouvriers il y a encore 20 ans, ils ne sont plus qu’une douzaine pour gérer les 80 km du canal.
Les « chercheurs de fuite » sont une quinzaine et sont chargés « d'écouter » le passage de l'eau dans et sous le sol, aujourd'hui avec des géophones (amplificateurs de sons jusqu'à 4 000 fois) pour détecter les fuites sur les canalisations. Par leur efficacité, le réseau a un rendement de 85 %, ce qui est considéré comme de bon niveau.

## Le canal de Marseille dans la culture

### Le canal dans les romans de Pagnol
Marcel Pagnol, dans ses mémoires (Le Château de ma mère), raconte que, pour se rendre à leur maison de « campagne » de La Treille, son père avait obtenu d'un aygadier nommé Bouzigue une clé passe partout ouvrant des portes des clôtures, lui permettant de longer le canal dans la traversée de propriétés privées, raccourcissant de plusieurs kilomètres le trajet. Sur le terrain, il est difficile de déterminer quel était ce raccourci. La véracité de l'anecdote pourrait n'être que partielle.

### Le canal dans l'oeuvre du peintre Ziem
Félix Ziem quitte Dijon pour Marseille en 1839. Il est engagé comme conducteur de travaux chez Franz Mayor de Montricher qui réalise les études du canal. Ce dernier présente au duc d’Orléans, de passage à Marseille, deux aquarelles du jeune Ziem. C'est ainsi qu'en 1840 le duc d’Orléans lui commande trois aquarelles. Ziem se consacre dès lors à sa carrière de peintre et dessinateur. Il ouvre un atelier de dessin à Marseille, sur le Vieux-Port de Marseille.

### Le canal au cinéma
Vers la fin du film Jour de fête, de Jacques Tati, le facteur François tombe dans un canal. Bien que le film ait été pour l'essentiel tourné à Sainte-Sévère-sur-Indre, la scène du canal et quelques autres ont été tournées à Charleval dans les Bouches du Rhone et le canal dans lequel tombe François est le canal de Marseille[réf. nécessaire].

## Le canal, site de balades

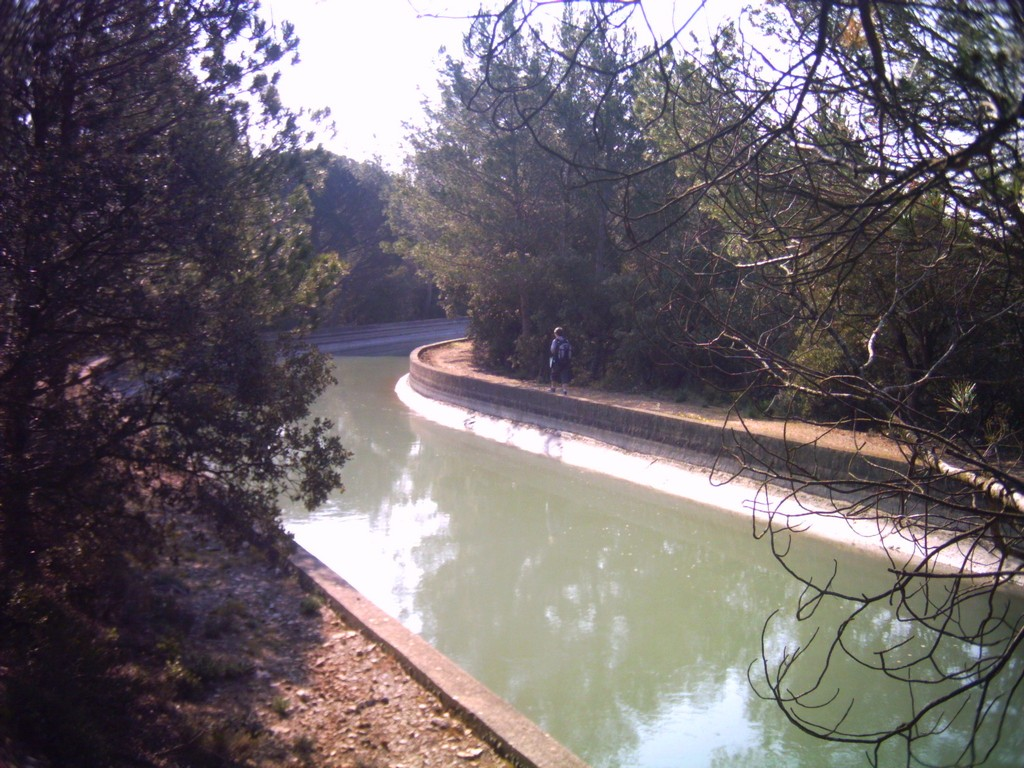
Le canal dans les plaines d'Arbois
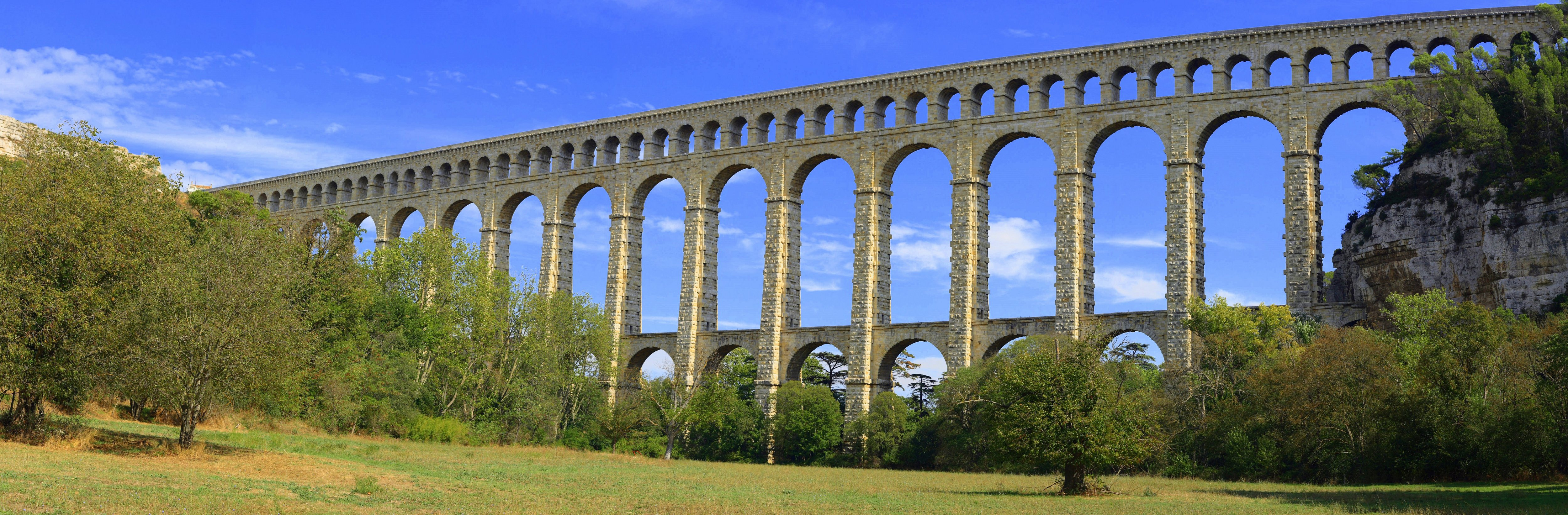
L'aqueduc de Roquefavour
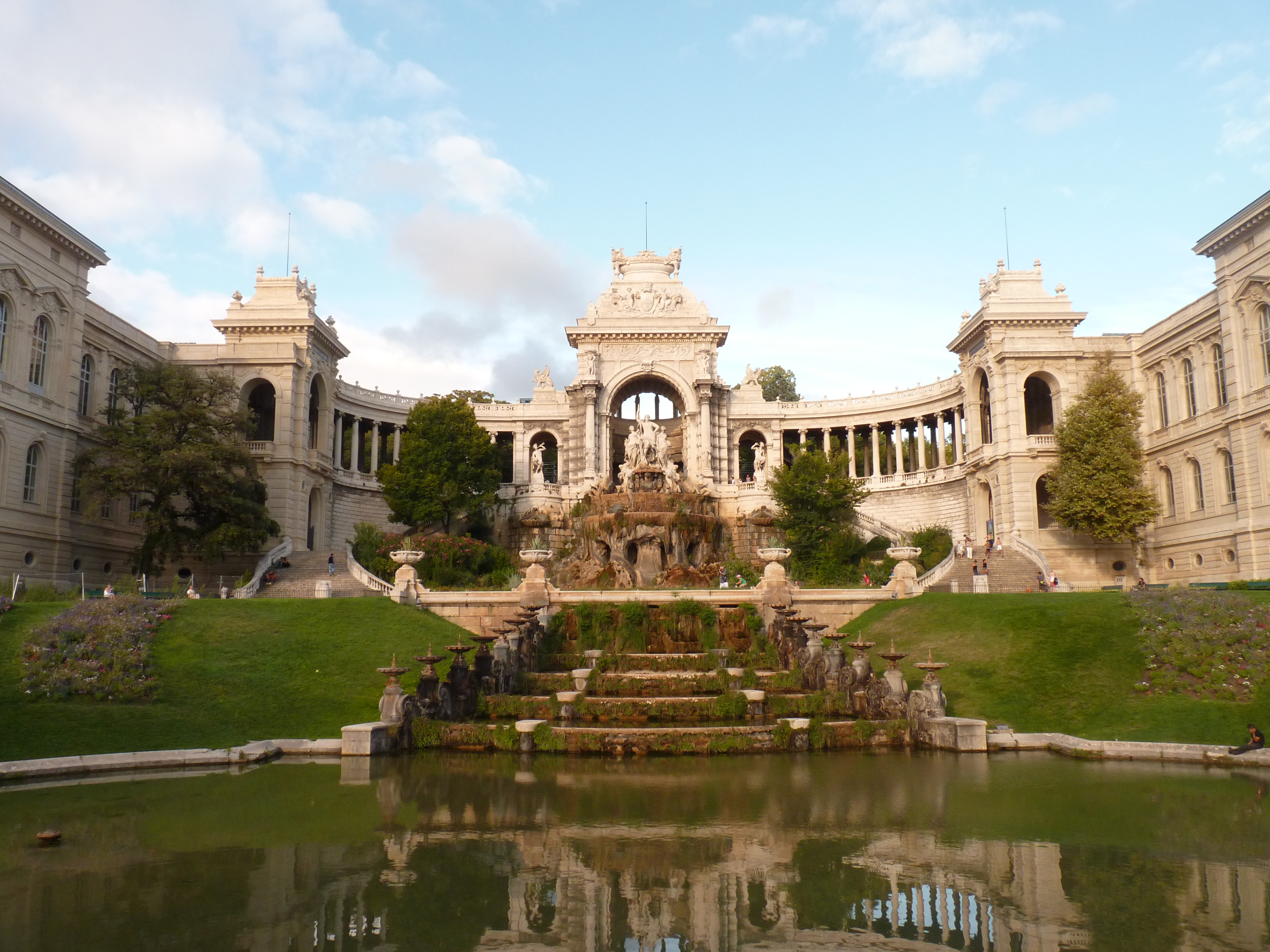
Bassins et palais Longchamp

Le canal offre de nombreuses sections et chemins propices à la promenade, aux vues sur la nature provençale tout au long de son tracé. Des pistes cyclables et chemins piétonniers sont aménagés ou en projet dans tout le département et même en ville[réf. nécessaire].
Les sites et portions remarquables sont :
- l'aqueduc de Roquefavour, à Ventabren, au Nord de Marseille ;
- le réservoir du Réaltor appelé aussi « Lac Bleu » ;
- le bassin de Saint-Christophe, qui permet de décanter l'eau brute pour éliminer la majeure partie des sédiments ;
- les fontaines du Palais Longchamp au centre de Marseille ;
- le réservoir de Sainte-Marthe ;
- les berges du canal dans la traversée du plateau de l'Arbois.